# Antifona

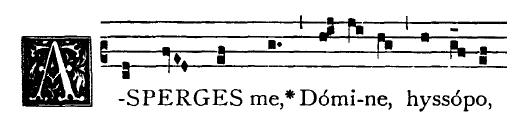
Antifona Asperges me

Antifona (výsl. [antyfóna] i [-fona]) je v křesťanské liturgii zpěv, který zpívají střídavě dva sbory nebo sbor a kněz. Je to verš z písma svatého. V užším smyslu jsou to verše z žalmů takto zpívané či recitované, např. jako součást modlitby liturgických hodinek.
Slovo je rodu ženského, ale původně jde o množné číslo středního rodu od řeckého ἀντίφωνον antifónon, z anti- „proti“ a fóné „zvuk“. Od slova „antifona“ je odvozen výraz antifonář, který ovšem označuje liturgickou knihu obsahující i jiné liturgické zpěvy. 